# Ortilia orticas
Ortilia orticas är en fjärilsart som beskrevs av William Schaus 1902. Ortilia orticas ingår i släktet Ortilia och familjen praktfjärilar. Inga underarter finns listade i Catalogue of Life.